# Terminal Central de Iguala
La Terminal Central de Iguala  es una de las dos Terminales de Autobuses de Iguala.  Operan empresas de autotransporte de pasajeros como: Grupo Estrella Blanca, Grupo IAMSA y Grupo AERS

## Ubicación
La dirección de Terminal de Autobuses de Iguala es Calle de Salazar No. 1 (entre Galeana y Altamirano - Col. Centro) 40060 Iguala de la Independencia.

## Líneas de autobuses
En la terminal se cuenta con varias líneas comerciales de autobuses con diferentes destinos de la República Mexicana:
| Líneas de autobuses                                                        | Destinos |
| -------------------------------------------------------------------------- | --- |
| Enlaces Terrestres Nacionales ETN/Turistar Lujo                            | Cuerncavaca E. Blanca Taxqueña Guadalajara Monterrey Central Monterrey Churubusco Nuevo Laredo Nueva Central Camionera                                                                        |
| Autobuses Futura (Grupo Estrella Blanca)                                   | Celaya Irapuato Queretaro |
| Autobuses Futura Mix (Grupo Estrella Blanca)                               | Queretaro Ciudad Victoria Reynosa Matehuala San Luis Potosí Saltillo San Nicolas de los Garza Monterrey Nuevo Laredo                                                                          |
| Autobuses Futura Select (Grupo Estrella Blanca)                            | CAPU Puebla Leon |
| Autobuses Interestatales de México Elite (Grupo Estrella Blanca)           | Central Norte Guadalajara Tepic Altar Sonoyta Santa Ana San Luis Rio Colorado Navojoa, Mazatlan, Los Mochis, Culiacan, Hermosillo, Ciudad Obregon, Mexicali, Tijuana, Nueva Central Camionera |
| Autobuses Costa Line / Futura / Turistar Ejecutivo (Estrella Roja del Sur) | Chilpancingo, Acapulco, Teloloapan, Apaxtla, Arcelia, Ciudad Altamirano, Taxco, Cuautla, Cuernavaca, Central Sur, Central Norte                                                               |
| Autobuses TER (Estrella Roja de Cuautla)                                   | Buenavista de Cuellar, Puente de Ixtla, Jojutla, Cuautla |